# Södra kronan
Södra kronan (Corona australis på latin) är en stjärnbild på den södra stjärnhimlen. Den är en av de 88 moderna stjärnbilderna som erkänns av den Internationella Astronomiska Unionen.

## Historik
Stjärnbilden var med när konstellationerna på 100-talet e. Kr. listades av astronomen Klaudios Ptolemaios i hans samlingsverk Almagest. Ptolemaios räknade 13 stjärnor till Södra kronan. En av dem har senare förts till Kikaren, där den blev Alfa Telescopii.
Stjärnbildens nuvarande gränser drogs av den belgiske astronomen Eugène Delporte 1930.

## Stjärnor

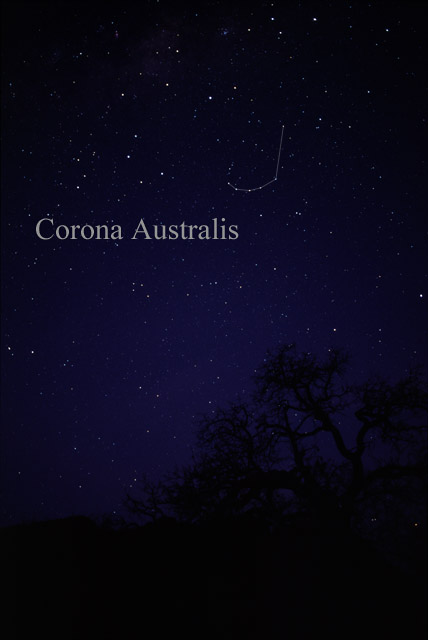
Södra kronan (Corona Australis) som den kan se ut för blotta ögat.

Södra kronan har inga framträdande stjärnor men har ändå 21 stjärnor som är synliga för blotta ögat (magnitud 5,5) och ett lätt igenkännbart mönster på himlen.
- α - Alfa Coronae Australis (Alphekka Meridiana) är den ljusstarkaste stjärnan med magnitud 4,10. Den tillhör spektralklass A2V[5] och är den enda stjärnan med egennamn i stjärnbilden. Den är namngiven efter Alphecca i Norra kronanoch arabiska. Namnen betyder ”den ljusa (stjärnan) i den brutna ringen” och Alphecca Meridiana följaktligen ”den södra ljusa (stjärnan) i den brutna ringen”.
- β - Beta Coronae Australis är en jättestjärna av spektralklass K0II och magnitude 4,12.
- RX J1856.5-3754 är en neutronstjärna som befinner sig på 450 ljusårs avstånd från jorden, vilket gör den till den närmast belägna upptäckta neutronstjärnan. Den upptäcktes 1992 och verkar ha bildats för ungefär en miljon år sedan vid en supernovaexplosion. Dess diameter har beräknats till 4 – 8 kilometer och den är därför en av de tänkbara kandidaterna som kvarkstjärna.[6]

## Djuprymdsobjekt
Stjärnbilden har flera intressanta objekt, trots sin litenhet, men innehåller inga Messierobjekt.

### Stjärnhopar
- NGC 6541 (Caldwell 78) är en stor klotformig stjärnhop som upptäcktes av den italienske astronomen Niccolò Cacciatore 1826 och senare samma år, en oberoende upptäckt av James Dunlop.

### Nebulosor
- Corona Australis-nebulosan är en reflektionsnebulosa som består av tre nebulösa områden, NGC 6726, NGC 6727 och NGC 6729 (Caldwell 68). Den upptäcktes av den tyske astronomen Julius Schmidt 1861.[8]